# Gilhac-et-Bruzac
Gilhac-et-Bruzac é uma comuna francesa na região administrativa de Auvérnia-Ródano-Alpes, no departamento de Ardèche. Estende-se por uma área de 30,94 km². Em 2010 a comuna tinha 178 habitantes (densidade: 5,8 hab./km²).